# Heimat ist ein Raum aus Zeit
Heimat ist ein Raum aus Zeit ist ein Dokumentarfilm von Thomas Heise aus dem Jahr 2019. Anhand von hauptsächlich privatem Archivmaterial wird die Geschichte der Familie des Filmemachers über knapp hundert Jahre, zwei Weltkriege, verschiedene politische Systeme und Schauplätze wie Wien, Dresden, Mainz und Berlin erzählt. Protagonisten sind die Großeltern Edith und Wilhelm, die Mutter Rosemarie und der Vater Wolfgang Heise, sowie deren Söhne Andreas und Thomas. Der Film wurde auf der Berlinale 2019 uraufgeführt und im selben Jahr auf mehreren Festivals ausgezeichnet.

## Handlung und Form
Die Erzählung des Films beginnt mit dem Ersten Weltkrieg und endet 2014, dem Todesjahr von Rosemarie Heise. Wie in einer Collage werden auf der Bildebene lange, ruhige Schwarz-Weiß-Filmeinstellungen aus dem Deutschland und Wien der Gegenwart sowie seltener farbiges Archivmaterial wie Fotografien und Buntstiftzeichnungen gezeigt. Auf der Tonebene liest der Regisseur Briefe, Aufsätze und Gesprächsprotokolle aus dem eigenen Familienarchiv ein. Dabei entsteht nicht selten und mit Absicht eine Ton-Bild-Schere.
Die erste Episode des Films besteht aus einem Schulaufsatz von Heises damals vierzehnjährigem Großvater, der sich darin gegen den Krieg ausspricht. 1919, zur Zeit der Weimarer Republik, tritt Wilhelm Heise in die Kommunistische Partei ein. Während die Inflation wütet, schreiben er und seine zukünftige Ehefrau, die jüdische Bildhauerin Edith Hirschhorn, sich zwischen Wien und Berlin Liebesbriefe.
Später fährt die Kamera in einer 24-minütigen Passage drei Listen mit den Namen jüdischer Bürgerinnen und Bürger ab, die aus Wien deportiert wurden. Dazu wird aus Briefen von Edith und Wilhelm Heise, die mittlerweile beide in Berlin leben, und der Familie Hirschhorn in Wien vorgelesen: Während Wilhelm wegen der „Mischehe“ mit Edith seine Anstellung verliert, berichten Ediths Wiener Angehörige von Umzügen in immer kleinere Wohnungen und schließlich von der Aufforderung, sich innerhalb von drei Stunden zum Abtransport bereitzumachen. Am Ende der Sequenz ist Marika Rökks Schlager Mach dir nichts draus aus dem Jahr 1944 zu hören.
In einer der nächsten Episoden wird das ehemalige NS-Gefangenenlager in Zerbst gezeigt, in dem der Vater des Regisseurs, Wolfgang Heise, 1944 inhaftiert war, und aus dem er im Durcheinander der letzten Kriegstage fliehen konnte. Dazu wird aus dem Lebenslauf gelesen, den Wolfgang während der Haft verfasste.
Aus dieser Zeit stammen auch Tagebucheinträge von Heises Mutter Rosemarie, die von den Bombenangriffen auf Dresden berichtet. Nach dem Krieg beginnt sie eine Liebschaft mit dem Westdeutschen Udo, der sie in seinen Briefen immer wieder drängt, zu ihm in den Westen zu kommen. Die sozialistisch geprägte Rosemarie bleibt jedoch in der DDR, nimmt dort später als Literaturwissenschaftlerin und Übersetzerin ihren Platz in der Literatur- und Theaterszene ein und heiratet den Philosophen Wolfgang Heise. Auch aus Textdokumenten von Weggefährten der Heises wie Heiner und Inge Müller oder Christa Wolf wird zitiert.
Heiner Müller ist u. a. in einem Tonmitschnitt zu hören, in dem er mit Wolfgang Heise über Brechts Fatzer diskutiert. Am Schluss des Films liest Heise aus Die Küste der Barbaren, einem Text, den Müller 1992 nach den Ausschreitungen von Rostock-Lichtenhagen in der Frankfurter Rundschau veröffentlichte.

## Rezeption
Der Film stieß bislang auf die Zustimmung von 100 Prozent seiner 18 Kritiker bei Rotten Tomatoes.
Im Tagesspiegel schreibt Christiane Peitz, Heises „großer Kinoessay“ erkunde das Biografische „wie eine archäologische Stätte“. Er setze „Rudimente der Kriege, des geteilten und wiedervereinten Deutschland“ behutsam zusammen und entziffere dabei Unleserliches.
In Variety bemerkt Scott Tobias, dass der Film keinen Erzähler im konventionellen Sinn habe. Heise lese absichtlich monoton und ohne Ausdruck, was die Wirkung seines Vortrags nicht schmälere. Schauspielerische Schnörkel seien hier nicht nötig. Der Film verzichte darauf, mithilfe von z. B. Zwischentiteln die zeitliche Einordnung der Episoden zu erleichtern. Der Film sei fesselnd und kraftvoll, werde aber aufgrund seiner Laufzeit und der ästhetischen Strenge nur ein kleines Publikum erreichen.
Die taz bezeichnet Heimat ist ein Raum aus Zeit als „Brocken, der dreieinhalb Stunden Lebenszeit seines Publikums fordert und seine volle Suggestionskraft erst im Dunkelraum eines Kinos entfaltet.“
Bert Rebhandl vergleicht den Film in der FAZ gleich mit den Buddenbrooks und nennt ihn ein „radikales Manifest von Geschichtlichkeit und von konsequent um Aufgeklärtheit bemühter Perspektive darauf“.

## Auszeichnungen
- 2019: Preis der deutschen Filmkritik für den besten Dokumentarfilm[14]
- 2019: Chantal-Akerman-Preis beim Jerusalem Film Festival
- 2019: „Student Jury Prize“ beim Montreal International Documentary Festival
- 2019: Großer Preis des Festivals Visions du Réel
- 2019: Deutscher Dokumentarfilmpreis[15]
- 2019: Caligari Filmpreis[16]
- 2019: The Avner Shalev – Yad Vashem Chairman’s Award For Artistic Achievement In Holocaust-Related Film beim Jerusalem Film Festival[17]